# 2019 en climatologie
Cet article présente les faits marquants de l'année 2019 en climatologie.

## Évènements
L'année 2019 a été la 2e année la plus chaude dans le monde, la décennie 2010-2019 est la plus chaude jamais enregistrée, elle a été marquée par "une chaleur exceptionnelle, un recul des glaces et une élévation record du niveau de la mer à l’échelle du globe". L'année 2019 est la deuxième année la plus chaude année enregistrée dans l'Arctique depuis le début des relevés de température en 1900, et la période octobre 2018-septembre 2019 supérieure de 1,9 °C à la moyenne 1981-2010,,. En outre, en 2019 la banquise atteint sa deuxième plus petite étendue (autant en superficie couverte qu'en épaisseur) connue depuis les relevés satellites en 1979, ex-aequo avec 2007 et 2016,,. 2019 est également l'année la plus chaude qu'ait connu l'Europe.
Au mois de mai 2019, une concentration record de 415 ppm de dioxyde de carbone dans l'atmosphère est enregistrée.
Le mois de juin 2019 est le mois de juin le plus chaud jamais enregistré dans le monde. Le mois de juillet 2019 est quant à lui non seulement le mois de juillet le plus chaud connu, mais surtout le mois le plus chaud jamais enregistré dans le monde. Trois canicules sont relevées pour le seul été 2019 : la canicule de 2019 en Inde et au Pakistan, la canicule européenne de juin 2019, et la canicule européenne de fin juillet 2019.
Entre le 20 et le 27 septembre, plusieurs milliers de marches pour le climat sont organisées à travers le globe pour sensibiliser les principaux dirigeants au problème du réchauffement climatique. Ceux-ci se réunissent le lundi 23 septembre au siège des Nations unies à New York à l'occasion d'un sommet consacré à la question climatique. Le mois de septembre 2019 est le mois de septembre le plus chaud jamais enregistré dans le monde. En septembre 2019, plusieurs vagues de chaleur sont enregistrées dans le monde, notamment aux États-Unis où les températures ont presque atteint 40 °C, au Canada et en Mongolie. Dans l'Arctique canadien, les températures étaient 15 °C au-dessus de la normale.
Le 3 octobre, la température de 47,6 °C est atteinte à Wafra au Koweït, ce qui constitue la température la plus chaude jamais enregistrée dans l'hémisphère nord pour un mois d'octobre ; et la deuxième la plus chaude jamais enregistrée pour un mois d'octobre derrière le record de 48,4 °C atteint le 27 octobre 2015 à Vredendal en Afrique du Sud dans l'hémisphère sud.
Le mois d'octobre 2019 est le mois d'octobre le plus chaud jamais enregistré dans le monde, c’est le cinquième mois d’affilée qui enregistre un record ou s’approche très près d’un record.
Le mois de novembre 2019 est le deuxième mois de novembre le plus chaud jamais enregistré dans le monde après 2016, c’est le sixième mois d’affilée qui enregistre un record ou s’approche très près d’un record.
En décembre, l'Australie connait une vague de chaleur. Le 17 décembre, le pays a connu sa journée la plus chaude jamais enregistrée avec une moyenne nationale de 40,9 degrés, le record national (50,7 degrés jusqu'alors) est approché. Des températures dépassant les 50 degrés sont attendus dans la semaine, le 18 décembre la température moyenne nationale était de 41,9 °C soit plus d'un degré du précédent record la veille et le 19 décembre une température de 49,9 °C a été relevé à Nullarbor ce qui constitue le record mondial d'une température pour le mois de décembre
En 2019, la température moyenne de la surface de la planète a été d'environ un demi-degré au-dessus de la moyenne de 1981-2010, selon le dernier rapport annuel sur l'état du climat de l'American Meteorological Society rédigé par des scientifiques de la NOAA.
Et les années 2015-2019 sont également les cinq années les plus chaudes dans le monde avec une température moyenne mondiale de 1,1 °C de plus que la moyenne de la période préindustrielle 1850-1900.
L’océan se réchauffe aussi : les températures entre 0 et 2 000 mètres ont bondi en 2019, atteignant un niveau sans précédent depuis le début des mesures, en forte hausse par rapport à 2018 (pourtant déjà une année record). Les dix dernières années sont les dix plus chaudes jamais enregistrées dans l’océan. En moyenne mondiale, l'anomalie de température de surface de la mer (SSTA) pour 2019 était la seconde plus haute jamais enregistrée (uniquement dépassée l'année record El Niño de 2016).
Le réchauffement marin est le plus intense près de la surface : pour la période 2004 à 2019, il était là de 0,20 °C par décennie (contre moins de 0,03 °C par décennie sous les 300 m de profondeur). Pour la période 1993-2019, 2019 a été un niveau record pour l'OHC (Ocean heat content) de 0 à 700 m de profondeur et de 700 à 2000 m de profondeur, soit 0,4 W m−2 de plus sur la surface de la Terre de 1993 à 2019.
2019 a aussi connu un nouveau record d'absorption nette de CO2 par l'océan pour la période 1982-aujourd'hui (~ 2,4 Pg C, soit u+0,2 Pg C par rapport à 2018, ce qui poursuit une tendance amorcée en 2000-2002.
Il s'ensuit :
- une aggravation de l'acidification des océans (pH diminuant dans la plus grande partie de l'océan, surtout dans ses eaux les plus froides : de 0,018 ± 0,004 unité par décennie depuis la période préindustrielle)[9].
- un accroissement du niveau marin : 2019 est la huitième année consécutive au durant laquelle le niveau moyen mondial de la mer a augmenté par rapport à l'année précédente, atteignant un nouveau record : 87,6 mm au-dessus de la moyenne de 1993 (et culminant mi-2019)[9].